# Två korrar och en miss
Två korrar och en miss (engelska: Two Chips and a Miss) är en amerikansk animerad kortfilm med Piff och Puff från 1952.

## Handling
Piff och Puff har båda träffat den söta ekorrflickan Clarice och har ovetande båda stämt träff med henne, på samma tid och ställe. Inom kort gör de båda allt för att bli av med varandra.

## Om filmen
När filmen ibland har visats på TV i USA har vissa scener klippts bort.

### Svenska premiärer
Filmen hade svensk premiär den 1 december 1952 på biografen Spegeln i Stockholm och ingick i kortfilmsprogrammet Kalle Anka i toppform tillsammans med kortfilmerna Kalle Ankas lyckonummer, Kalle Anka som luftakrobat, Jan Långben i katedern, Bara en utsliten bil, Kalle Ankas kompanjoner och Plutos julgran.
När filmen hade svensk biopremiär gick den under titeln Två korrar och en miss. Alternativa titlar till filmen är Piff och Puff på cabaré och Två ekorrar och en miss.
Filmen finns sedan 1999 dubbad till svenska och har getts ut på VHS och DVD.

## Rollista
| Roll    | Originalröst    | Svensk röst     |
| Piff    | James MacDonald | Monica Forsberg |
| Puff    | Dessie Flynn    | Bertil Engh     |
| Clarice | Martha Tilton   | Åsa Jonsson     |